# Actio locati
Actio locati – w prawie rzymskim, powództwo z kontraktu najmu (locatio-conductio), przysługujące wynajmującemu (locator) przeciwko najemcy (conductor).

## Charakterystyka powództwa
Skarga, jako wynikająca ze stosunku zobowiązaniowego należała do actiones in personam.
Umowa najmu należała do kontraktów dwustronnie zobowiązujących zupełnych, gdyż przynosiła korzyści obu stronom umowy. Najemca odpowiadał przed wynajmującym za omnis culpa.